# Nemetschek
De Nemetschek-groep (Nemetschek AG) is een leverancier van computersoftware voor architecten, ingenieurs en de bouwindustrie. Het bedrijf ontwikkelt en verkoopt software waarmee gebouwen en vastgoed ontworpen, gebouwd en beheerd kunnen worden. Naar eigen zeggen bediende het bedrijf, inclusief al zijn dochterondernemingen, klanten in meer dan 142 landen in 2012.

## Geschiedenis
Het bedrijf werd door professor Georg Nemetschek in 1963 opgericht en ging aanvankelijk door het leven als Ingenieurbüro für das Bauwesen (Ingenieursbureau voor het bouwwezen), met producten die gericht waren op constructie-ontwerp. Het ingenieursbureau was een van de eerste bedrijven in de industrie die van computers gebruikmaakten en software voor ingenieurs ontwikkelde, aanvankelijk om in eigen behoefte te voorzien. In 1977 begon Nemetschek met het verkoop van program system Statik 97/77 voor toepassing van civiele techniek.
Tijdens de Hannover Messe in 1980 presenteerde Nemetschek een softwarepakket waarmee zowel berekening als ontwerp van standaardonderdelen voor constructiedoeleinden gemaakt kon worden. Het was toen de eerste keer dat het mogelijk was om Computer-aided engineering (CAE) op gewone computers te gebruiken.

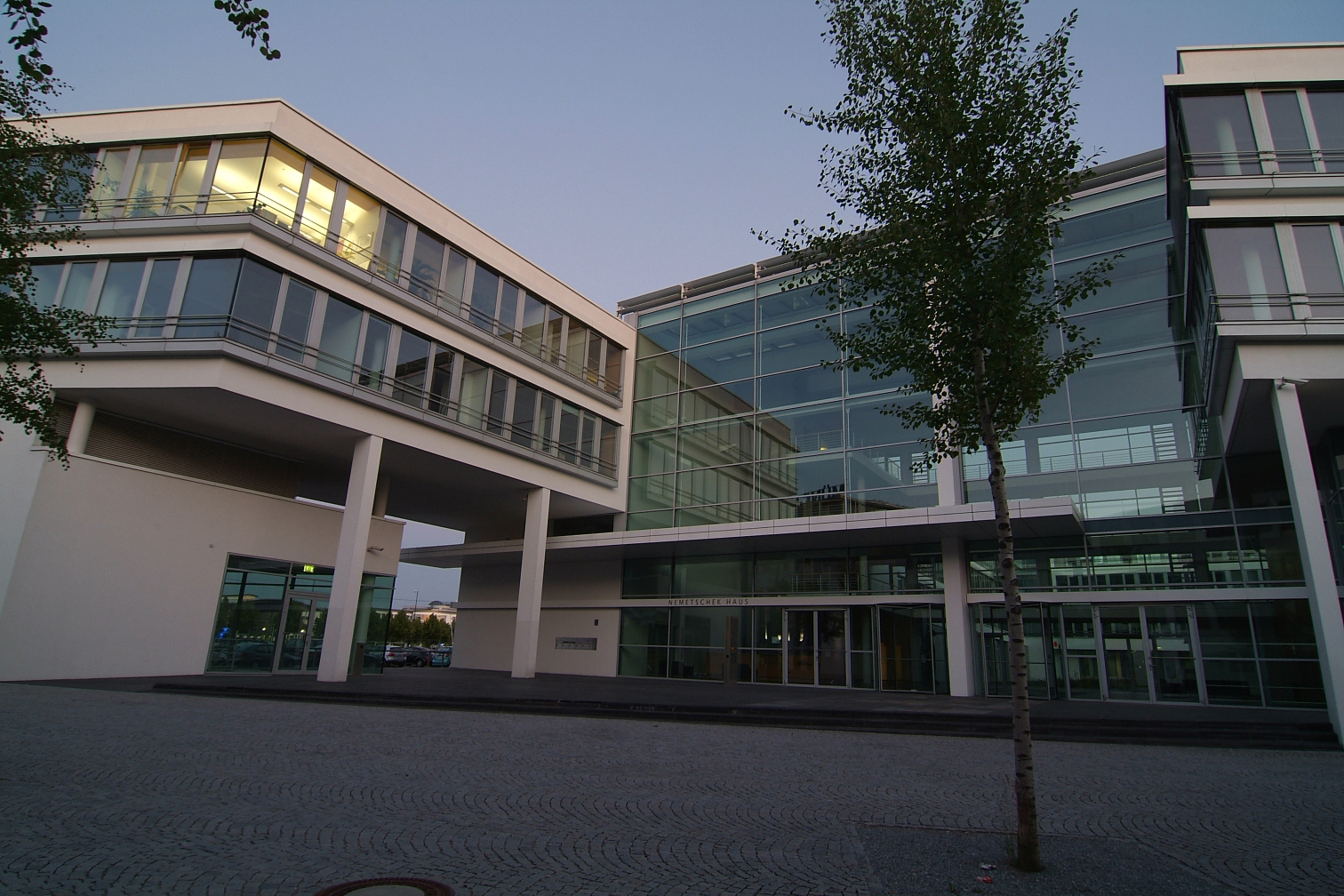
Hoofdkwartier van Nemetschek AG in München

Nemetschek Programmsystem GmbH werd in 1981 opgericht en was verantwoordelijk voor de distributie van software; de ingenieursbureau van Georg Nemetschek bleef verantwoordelijk voor ontwikkeling van de software. Hun voornaamste product, Allplan, een CAD-systeem voor architecten, constructeurs en tekenaars, werd op markt gebracht in 1984. Ontwerpers konden met dit pakket gebouwen in drie dimensies modelleren. Nemetschek werd in de jaren tachtig internationaal meer actief: in 1996 had het bedrijf dochterondernemingen in acht landen in Europa en verkoopkantoren in negen landen in Europa. Sinds 1992 was het ook actief in Bratislava (Slowakije). Eind jaren negentig werden de eerste acquisities gedaan, waaronder de leverancier van het constructieve ontwerpprogramma Friedrich + Lochner.
Het bedrijf, dat sinds 1994 onder de naam Nemetschek AG actief was, ging naar de beurs in 1999 en staat sindsdien vermeld in de "Prime Standard"-marktsegment in op de beurs van Frankfurt. Nemetschek heeft daarop een aantal bedrijven overgenomen, waaronder het Amerikaanse Diehl Graphsoft (hernoemd naar Nemetschek Vectorworks) en MAXON Computer, inclusief diens product Cinema 4D-software voor visualisatie en animatie. De daaropvolgende overnames vonden plaats in 2006: De aankoop van het Hongaarse Graphisoft en het Belgische SCIA International. Het elfde merk, Nemetschek bim+ GmbH, werd begin 2013 opgericht. In november 2013 had Nemetschek de leverancier van MEP-software (mechanisch-, elektrisch- en loodgieterswerk) Data Design System (DDS) overgenomen.

## Organisatie
Sinds 2008 opereert Nemetschek AG als een houdstermaatschappij met vier bedrijfseenheden: Design (Architecture and Civil Engineering), Building, Management en Multimedia. De houdstermaatschappij runt twaalf merken/productgroepen.
Nemetschek is lid van buildingSMART en de Duitse Gesellschaft für Nachhaltiges Bauen - een groep voor duurzaam bouwen.

## De grootste dochterondernemingen
Allplan
Allplan, met hoofdkantoor in München, werd op 1 januari 2008 opgericht. Het ontwikkelt en distribueert Allplan en de daaraan verwante producten. Dit bedrijf stelt iets minder dan 400 medewerkers in dienst te hebben gehad in 2012. Met Allplan kunnen architecten, civieltechnische medewerkers, aannemers en beheerders gebouwen ontwerpen en beheren. Het wordt voornamelijk in Europa gebruikt.
Graphisoft
Graphisoft is een wereldwijde leverancier van software voor architecten. Het bedrijf werd in 1982 opgericht en heeft meer dan 230 medewerkers. Het bedrijf heeft hoofdkantoor in Boedapest en heeft dochterondernemingen in de Verenigde Staten, Groot-Brittannië, Spanje, Japan en Singapore. Volgens dit bedrijf wordt ArchiCAD-architectuursoftware in meer dan tachtig landen gebruikt in 2012.
Nemetschek Vectorworks
Nemetschek Vectorworks (voorheen Diehl Graphsoft), met hoofdkantoor in Columbia (Maryland) en met 90 medewerkers (2009) heeft meer dan twintig jaar ervaring met het ontwikkelen en verkopen van software voor ontwerpen. De Vectorworks-producten wordt gebruikt door architecten, binnenhuisarchitecten, entertainment-industrie, landschapsarchitecten en mechanische ingenieurs. Volgens de producent wordt Vectorworks in 85 landen gebruikt.
Nemetschek Scia
Scia (een acronym voor Scientific Applications) werd in 1974 opgericht en heeft haar hoofdkantoor in Herk-de-Stad (België). Het ontwikkelt en distribueert software voor constructieve berekeningen en ontwerp, met de focus op Bouwwerk Informatie Model (Building information modeling). Nemetschek Scia is een dochteronderneming die voor de volle 100 procent eigendom is van Nemetschek AG en stelt meer dan honderd man in dienst te hebben op tien locaties wereldwijd.
Maxon
Met hoofdkantoor in Friedrichsdorf (Duitsland) is MAXON Computer een ontwikkelaar van software waarmee 3D-modelleren, animatie en renderen van afbeeldingen mogelijk gemaakt wordt. CINEMA 4D en BodyPaint 3D software products worden veel gebruikt om diverse effecten mogelijk te maken binnen films en tv-reclame, in computerspellen en in medische / industriële illustraties. MAXON heeft kantoren in Duitsland, Verenigde Staten, Groot-Brittannië, Frankrijk, Japan en Singapore.